# Duc de Villars
Ne doit pas être confondu avec la seigneurie de Villars (Dombes).

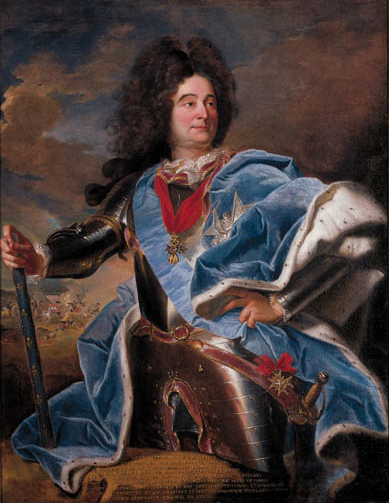
Rigaud - Claude Louis Hector de Villars - Château de Vaux-le-Vicomte.

Le titre de duc de Villars est un titre de duc et pair français qui peut renvoyer à :
- un titre porté de 1627 à 1852 dans un rameau cadet de la ligne aînée de la branche française de la maison de Brancas, souvent dénommé duc de Villars-Brancas pour le distinguer de celui qui suit, plus récent ;
- un titre porté de 1705 à 1770 dans la famille de Villars de Vaux-le-Vicomte.

## Ducs de Villars de la famille de Brancas
Le titre de duc de Villars, puis de duc de Villars-Brancas pour le distinguer du suivant, a été créé en 1627 par Louis XIII au profit de Georges de Brancas (1568-1657), premier duc de Villars. Le siège du duché est à Villars dans l'actuel département de Vaucluse. Le titre est élevé à la pairie en 1652.
La famille de Villars-Brancas est éteinte dans les mâles en 1852 avec la mort du 7e duc, Louis Marie Bufille de Villars-Brancas. Sa fille cadette, Yolande (1818-1859) épouse en 1846 Ferdinand Hibon de Frohen, comte de Frohen (1807-1892). La famille Hibon de Frohen, originaire de La Réunion, relève alors le nom et les armes des Brancas et le fils aîné issu de ce mariage, Henri Marie Désiré Ferdinand Hibon de Frohen de Brancas (1852-1897) reçoit le titre de duc de Brancas. Cette transmission est reconnue en Espagne.

### Liste chronologique des ducs de Villars de la famille de Brancas
- 1627-1657 : Georges de Brancas (1568-1657), 1er duc de Villars.
- 1657-1679 : Louis-François de Brancas (de) (†1679), 2e duc de Villars, fils du précédent.
- 1679-1739 : Louis Ier de Villars-Brancas (de) (1663-1739), 3e duc de Villars-Brancas, fils du précédent.
- 1739-1751 (démission)[4] : Louis-Antoine de Villars-Brancas (ru) (1682-1760), 4e duc de Villars-Brancas.
- 1751-1794 : Louis II de Villars-Brancas (de) (1714-1794), 5e duc de Villars-Brancas.
- 1794-1824 : Louis Léon Félicité de Villars-Brancas (1733-1824), 6e duc de Villars-Brancas, fils du précédent.
- 1824-1852 (extinction) : Louis Marie Bufille de Villars-Brancas (1772-1852), 7e duc de Villars-Brancas, neveu du précédent.

## Ducs de Villars du fief de Vaux-le-Vicomte
Le titre de duc de Villars a été concédé en 1705 par Louis XIV au profit du maréchal de Villars (dont le nom venait d'un petit fief familial, La Chapelle-Villars) par érection en duché de biens acquis par le maréchal au sud-est de Paris (vicomté de Melun en partie avec Vaux-le-Vicomte), dont le siège était à Vaux-le-Vicomte (d'où l'appellation de duché de Vaux-Villars). Le maréchal-duc de Villars fut ensuite élevé à la pairie en 1709.

### Liste chronologique des ducs de Villars du fief de Vaux
- 1705-1734 : Claude Louis Hector de Villars (1653-1734), 1er duc de Villars, maréchal de France.
- 1734-1770 (extinction) : Honoré-Armand de Villars (1702-1770), 2e duc de Villars, fils du précédent, mort sans postérité masculine.